# Kikoriki: Equipo invencible
Kikoriki: Equipo invencible (Смешарики. Начало en V. O.,transl. Smesháriki. Nachalo) es una película rusa de animación de 2011 dirigida por Denís Chernov y producida por Ilyá Popov, Anatoly Prókhorov y Timur Bekmambetov. 
La producción es una precuela de la serie Kikoriki y está basada en la misma.

## Argumento
Cuando Jumpy y Iozhik (Anton Vinogradov y Vladimir Postnikov) encuentran una vieja televisión en una cueva, estos se la presentan a los demás extrañados por semejante hallazgo hasta que Eldo (Mikhail Chernyak) les explica el funcionamiento del aparato. Tras arreglarlo, empiezan a engancharse a una serie titulada Show Lyusiena ("El programa de Lucien") en el cual, un superhéroe llamado Lucien (Mikhail Chernyak) lucha contra el malvado Dr. Caligari (Mikhail Khrustalyov). Sin embargo, estos, incapaces de diferenciar la ficción de la realidad deciden viajar a la gran ciudad y ayudarle en su lucha contra el crimen tras ver una película/parodia similar a Titanic en el que la amada de Lucien fallece.
Tras construir una balsa consiguen llegar, no sin problemas, a su destino, pero son interceptados por una guardia costera que les traslada al hospital en cuarentena, salvo Iozhik, del cual se percatan que ha desaparecido. Fluffy (Vadim Bochanov) por su parte consigue escapar del centro y se dirige a los estudios donde Barry, el actor que interpreta a Lucien deja su trabajo harto del personaje. Cuando este le localiza, le pide que antes de irse libere a sus amigos. Sin embargo, Barry empezará a sentirse acosado por sus "nuevos admiradores", los cuales se erigen como "el Equipo invencible de Lucien" para malestar del [ya] ex-actor. Por otra parte Iozhik, continúa desaparecido y encuentra refugio en la fachada de un museo donde es sorprendido por Pin (Mikhail Chernyak), un vigilante de seguridad del centro e inventor que le ofrece cobijo hasta que pueda encontrar a los demás. Sin embargo las cosas se complican cuando Iozhik se encuentra [sin percatarse] con dos ladrones a los que ayuda sin querer a robar varias obras de arte. 
Inmediatamente, tanto él como Pin son arrestados y puestos a disposición judicial acusados del robo. Tras ser encarcelados, Jumpy y los demás recurren una vez más a Barry, ya hastiado de verles, para que les ayude a liberar a su amigo, sin embargo se llevan una decepción cuando les responde que no es ningún superhéroe, sino un actor televisivo que se niega a ayudarles. No obstante, Barry acude a la búsqueda de los demás para explicarles que necesitan un plan para colarse en la prisión, por lo que recurre a Gusen, (el mismo Dr. Caligari), del que se aterran hasta que descubren que es otro actor dispuesto a ayudarles.
Una vez puesto en marcha el plan, urge la necesidad de liberar a Iozhik y a Pin y largarse de la ciudad inmediatamente.

## Reparto
- Mikhail Chernyak es Eldo/Pin/Barry (Lucien).
- Anton Vinogradov es Jumpy/Ladrón #1.
- Vladimir Postnikov es Iozhik.
- Svetlana Pismechenko es Pinky.
- Vadim Bochanov es Fluffy .
- Sergei Mardar es Big Big/Olga.
- Mikhail Khrustalyov es Dr. Caligari (Gusen)
- Stanislav Kontsevich es Jefe Nosorog.
- Kseniya Brzhezovskaya es María.
- Vladimir Maslakov es Ladrón #2.
- Yelena Shulman es Enfermera.
- Igor Yakovel es segurata del Sharostankino/Juez.
- Jangir Suleymanov es Taxista.
- Valeriy Solovyov es Inspector.
- Denis Chernov es Vagabundo/Julien.

## Producción y críticas
El 24 de enero de 2007 la productora Sankt Peterburg anunció que tenía pensado adaptar la serie a la gran pantalla para 2011. El presupuesto inicial era de 1 millón de dólares para la elaboración de un borrador que pudiera interesar a las compañías internacionales. A diferencia de la serie, la película fue rodada en formato 3D. Según el director general de Marmelad-Media: Ilyá Popov, el presupuesto final dependía de muchos factores, por ejemplo, si estaba planeado distribuirlo al extranjero (en este caso, la producción hubiese costado 15 millones de dólares) o solo en la cartelera rusa (entre 3 y 4 millones). Popov consideró que si el filme iba a estar limitado solo a Rusia, hubiese quedado 5 millones sin aprovechar.
El estreno tuvo lugar el 22 de diciembre de 2011 y fue considerada por la crítica como "una precuela decente". Los eventos del argumento tuvieron lugar antes del inicio de la serie, en la que se explica como llegaron los nueve personajes.